# Brush SEM
BRUSH SEM s.r.o. (dříve Škoda Elektrické stroje) je strojírenská firma, která je výrobcem generátorů určených pro plynové a parní turbíny. Sídlí v Plzni v České republice. První turbogenerátor zde byl vyroben v roce 1924 a první hydrogenerátor o rok později. Jako součást velké skupiny Škoda dodávala mnoho generátorů a souvisejícího vybavení požadovaného na východoevropských trzích. V roce 1950 prošla továrna významnou modernizací zařízení, a to výstavbou budovy dodnes známe jako „Gigant“, v roce 1987 pak byla postavena tzv. nová hala. Současný majitel, skupina FKI Energy Technology získala závod v březnu 2001. Doposud bylo pro zákazníky v Evropě, Asii, Jižní Americe, Africe a Austrálii vyrobeno více než 1300 turbogenerátorů a 245 hydrogenerátorů.